# Zeïa (ville)
Pour les articles homonymes, voir Zeïa.
Zeïa (en russe : Зея) est une ville de l'oblast de l'Amour, en Russie. Sa population s'élevait à 23 093 habitants en 2019.

## Géographie
Zeïa est arrosée par la rivière Zeïa, un affluent de l'Amour, et se trouve à 228 km au sud-est de Tynda, à 386 km au nord de Blagovechtchensk et à 5 348 km à l'est de Moscou.

## Histoire
Zeïa est fondée en 1879 sous le nom de Zeïski Sklad (Зе́йский Склад) à la suite de la découverte d'or dans le bassin de la Zeïa. En 1906, elle est renommée Zeïa-Pristan (Зе́я-При́стань) et obtient le statut de ville. En 1913, elle reçoit son nom actuel, Zeïa.

## Population
Recensements (*) ou estimations de la population :
| 1913  | 1939* | 1959* | 1970*  | 1979*  | 1989*  |
| ----- | ----- | ----- | ------ | ------ | ------ |
| 7 400 | 8 900 | 7 119 | 16 684 | 28 980 | 31 955 |

| 2002*  | 2006   | 2010*  | 2012   | 2013   | 2014   |
| ------ | ------ | ------ | ------ | ------ | ------ |
| 27 795 | 27 330 | 24 986 | 24 665 | 24 367 | 24 082 |

| 2015   | 2016   | 2017   | 2018   | 2019   | 2020 |
| ------ | ------ | ------ | ------ | ------ | ---- |
| 23 966 | 23 734 | 23 505 | 23 270 | 23 093 | -    |

## Économie
L'économie de la ville repose d'abord sur la centrale hydroélectrique de Zeïa (Зейская ГЭС ou Zeïskaïa GuES ), mise en service en 1985, l'exploitation forestière et la transformation du bois. On trouve également quelques industries agroalimentaires. La région possède des gisements d'or, de fer, de cuivre et de lignite ainsi que de la pierre et de l'argile pour la construction.